# La Ménagerie du Vatican
La Ménagerie du Vatican, ou Le Livre de la noblesse pontificale, est un pamphlet sur la noblesse pontificale de Jean de Bonnefon paru 1906.